# 義大利共同利益
義大利共同利益（Italia Bene Comune，寫為Italia. Bene Comune）是參選2013年義大利大選的中間偏左政黨與選舉聯盟。主要成員有：
- 民主黨（Partito Democratico - PD），社會民主主義，黨魁皮埃爾·路易吉·貝爾薩尼。
- 左派生態自由黨（Sinistra Ecologia Libertà - SEL），民主社會主義、生態社會主義，黨魁尼奇·范多拉（Nichi Vendola）。
- 義大利社會主義黨（Partito Socialista Italiano - PSI），社會民主主義，黨魁李卡多·南奇尼（Riccardo Nencini）
- 民主中間黨（Centro Democratico - CD,），中間派，黨魁布魯諾·塔巴奇（Bruno Tabacci）與馬西莫·多納迪（Massimo Donadi）。

其他同屬於本聯盟的區域政黨有南蒂羅爾人民黨（South Tyrolean People's Party）、特倫蒂諾蒂羅爾自治黨（Trentino Tyrolean Autonomist Party）、自治自由參與生態黨（Autonomy Liberty Participation Ecology）、皮埃蒙特溫和黨（Moderates for Piedmont）和羅沙李奧·克羅塞塔擴音器名單（The Megaphone list of Rosario Crocetta）。 此外，南蒂羅爾綠黨在南蒂羅爾與左派生態自由黨組成共同選舉名單。
本聯盟在2012年7月31日由民主黨秘書長貝爾薩尼宣布成立，10月13日簽署共同政綱正式運作。
根據協議，聯盟各黨將獨立參選參選2013年義大利大選。然而，各黨同意支持貝爾薩尼參選義大利總理。貝爾薩尼在11月25與12月2日的黨內初選中勝出。